# Batesville (Texas)
Batesville è un census-designated place (CDP) degli Stati Uniti d'America della contea di Zavala nello Stato del Texas. La popolazione era di 1 068 abitanti al censimento del 2010.

## Geografia fisica
Batesville è situata a 28°57′09″N 99°37′46″W (28.952424, -99.629311).
Secondo lo United States Census Bureau, il CDP ha una superficie totale di 15,33 km², dei quali 15,32 km² di territorio e 0,01 km² di acque interne (0,05% del totale).

## Storia
La cittadina prende il nome dalla famiglia Bates che si stabilì nell'area intorno al 1869 per costruire un grande ranch  che generò una piccola comunità nota come "Bates Ranch".

## Società

### Evoluzione demografica
Secondo il censimento del 2010, la popolazione era di 1 068 abitanti.

### Etnie e minoranze straniere
Secondo il censimento del 2010, la composizione etnica del CDP era formata dall'85,21% di bianchi, lo 0,28% di afroamericani, lo 0,19% di nativi americani, lo 0% di asiatici, lo 0% di oceanici, il 13,39% di altre razze, e lo 0,94% di due o più etnie. Ispanici o latinos di qualunque razza erano il 95,32% della popolazione.